# Manfred Seidel (Leichtathlet)
Manfred Seidel (* 25. August 1949 in Bobbau) ist ein ehemaliger deutscher Leichtathlet, der für die DDR im Hammerwurf antrat.

## Sportliche Karriere
Der 1,86 Meter große Manfred Seidel startete für den ASK Vorwärts Potsdam. Seine besten Platzierungen bei DDR-Meisterschaften waren der zweite Platz hinter Reinhard Theimer 1973 und hinter Karl-Heinz Beilig 1977. 1973 wurde Seidel Sechster bei der Universiade in Moskau. Am 19. April 1976 erzielte er in Potsdam mit 75,70 Meter die beste Weite seiner Laufbahn.
Von 1973 bis 1976 trat Seidel siebenmal im Nationaltrikot an. Bei den Olympischen Spielen 1976 in Montreal erreichte er  mit 70,84 Meter als Vierter der Qualifikation den Vorkampf im Hammerwurf. Mit 70,02 Meter schied er nach drei Versuchen als Zehnter aus.